# 桃園市平鎮區南勢國民小學
桃園市平鎮區南勢國民小學（英文：Nanshih Taoyuan City Elementary School），簡稱南勢國小，位於桃園市平鎮區南勢地區。

## 校史沿革
- 1912年（民國1年）：成立中壢公學校南勢分校，成為平鎮區第一所學校。
- 1916年（民國5年）：改稱南勢公學校，正式所屬現今的平鎮區。
- 1941年（民國30年）：因中日戰爭改稱南勢國民學校。
- 1946年（民國35年）：改稱平鎮鄉中心國民學校。
- 1950年（民國39年）：改稱平鎮鄉南勢國民學校。
- 1968年（民國57年）：因台灣九年國民義務教育，而改稱南勢國民小學。

## 歷任校長

### 臺灣終戰前
| 任期 | 姓名       | 任職日期       | 離職日期       |
| ---- | ---------- | -------------- | -------------- |
| 1    | 石川誠一   | 1912年4月1日   | 1916年4月28日  |
| 2    | 倉地忠雄   | 1916年4月1日   | 1917年2月14日  |
| 3    | 柏山垣市   | 1917年11月14日 | 1922年3月31日  |
| 4    | 田中源次郎 | 1922年3月31日  | 1924年9月20日  |
| 5    | 橋邊一好   | 1924年9月20日  | 1928年3月31日  |
| 6    | 早田勝     | 1928年3月31日  | 1932年3月31日  |
| 7    | 板垣次郎   | 1932年9月20日  | 1942年5月28日  |
| 8    | 中林正之   | 1942年4月8日   | 1944年3月31日  |
| 9    | 清水豐     | 1944年3月31日  | 1945年11月44日 |

### 臺灣終戰後
| 任期 | 姓名     | 任職日期      | 離職日期      |
| ---- | -------- | ------------- | ------------- |
| 1    | 鄧湧賢   | 1946年10月6日 | 1969年4月28日 |
| 2    | 范姜新林 | 1969年9月17日 | 1977年9月2日  |
| 3    | 呂金榮   | 1977年9月2日  | 1986年9月1日  |
| 4    | 陳恭集   | 1986年9月1日  | 1994年7月31日 |
| 5    | 李茂淵   | 1994年8月1日  | 1997年7月31日 |
| 6    | 黃喜一   | 1997年8月1日  | 2003年7月31日 |
| 7    | 鍾振權   | 2003年8月1日  | 2009年7月31日 |
| 8    | 劉雲傑   | 2009年8月1日  | 2016年7月31日 |
| 9    | 范明龍   | 2016年8月1日  | 2021年7月31日 |
| 10   | 許志豪   | 2021年8月1日  | 現任          |

## 學區
- 南勢里（3鄰-33鄰、35鄰-36鄰）
- 金星里
- 平安里
- 平南里
- 平鎮里（1鄰-6鄰）
- 鎮興里（22鄰-25鄰）
- 新貴里（2鄰、4鄰）

自由學區
- 平鎮里（7鄰、29鄰【南平路二段 116 巷至 396 巷】） - 與宋屋國小、瑞埔國小為自由學區
- 鎮興里（21鄰） - 與祥安國小為自由學區

## 學校週邊
- 桃園市立平南國民中學
- 桃園市政府消防局平鎮分隊
- 桃園市政府警察局平鎮分局
- 桃園市平鎮國民運動中心
- 南勢里、金星里、平南里